# Brama orcini
 Brama orcini és una espècie de peix de la família dels bràmids i de l'ordre dels perciformes.

## Morfologia
Els mascles poden assolir els 35 cm de longitud total.

## Distribució geogràfica
Es troba a les regions tropicals de l'Índic i del Pacífic.